# Аэдма, Рейн
Рейн Аедма (эст. Rein Aedma, род. 19 сентября 1952 года) — эстонский советский актёр кино.

## Биография
Окончил Тартуский университет, специализировался по филологии. Преподавал в учебных заведениях в Пярну.
Летом 1991 года переехал с семьей в Австралию, в штат Квинсленд. Там он работал в качестве каменотёса и охранника.

## Фильмография
- 1970 — Весна — Яан Имелик
- 1970 — Украли Старого Тоомаса — влюбленный юноша
- 1976 — Лето — Яан Имелик
- 1990 — Осень — Яан Имелик